# Peter Welsh (Leichtathlet)
Robert Peter Welsh (* 16. Juli 1943 in Dunedin) ist ein ehemaliger neuseeländischer Hindernisläufer.
1966 siegte er über 3000 m Hindernis bei den British Empire and Commonwealth Games in Kingston mit seiner persönlichen Bestzeit von 8:29,44 min. Bei den Olympischen Spielen 1968 in Mexiko-Stadt schied er im Vorlauf aus.
1964, 1966 und 1968 wurde er Neuseeländischer Meister, 1968 außerdem Australischer Meister.